# Mlaka, Radovljica
Mlaka este o localitate din comuna Radovljica, Slovenia, cu o populație de 22 de locuitori.